# THE ROCK BEST
『THE ROCK BEST』（ザ・ロック・ベスト）は近藤真彦の2枚目のセルフカバー・アルバム。1996年11月21日発売された。発売元はSony Records。

## 概要
1996年2月21日発売シングル「ミッドナイト・シャッフル」の大ヒットを受け制作された、ハードロック・バージョンによる再録アルバム。自身のセルフカバー・アルバムは1990年12月の『By Your Request』以来、6年ぶりである。全曲、ジョー・リノイエ・鈴川真樹が新たな編曲を施している。

## 収録曲
1. スニーカーぶる〜す[4:35]
2. ブルージーンズ メモリー[3:44]
3. ギンギラギンにさりげなく[4:26]
4. ハイティーン・ブギ[4:18]
5. 真夏の一秒[4:16]
6. 大将[4:52]
7. Baby Rose[4:38]
8. 愚か者[4:17]
9. アンダルシアに憧れて[6:10]
10. ミッドナイト・シャッフル（REMIX）[5:05]